# Hävemeyer & Sander

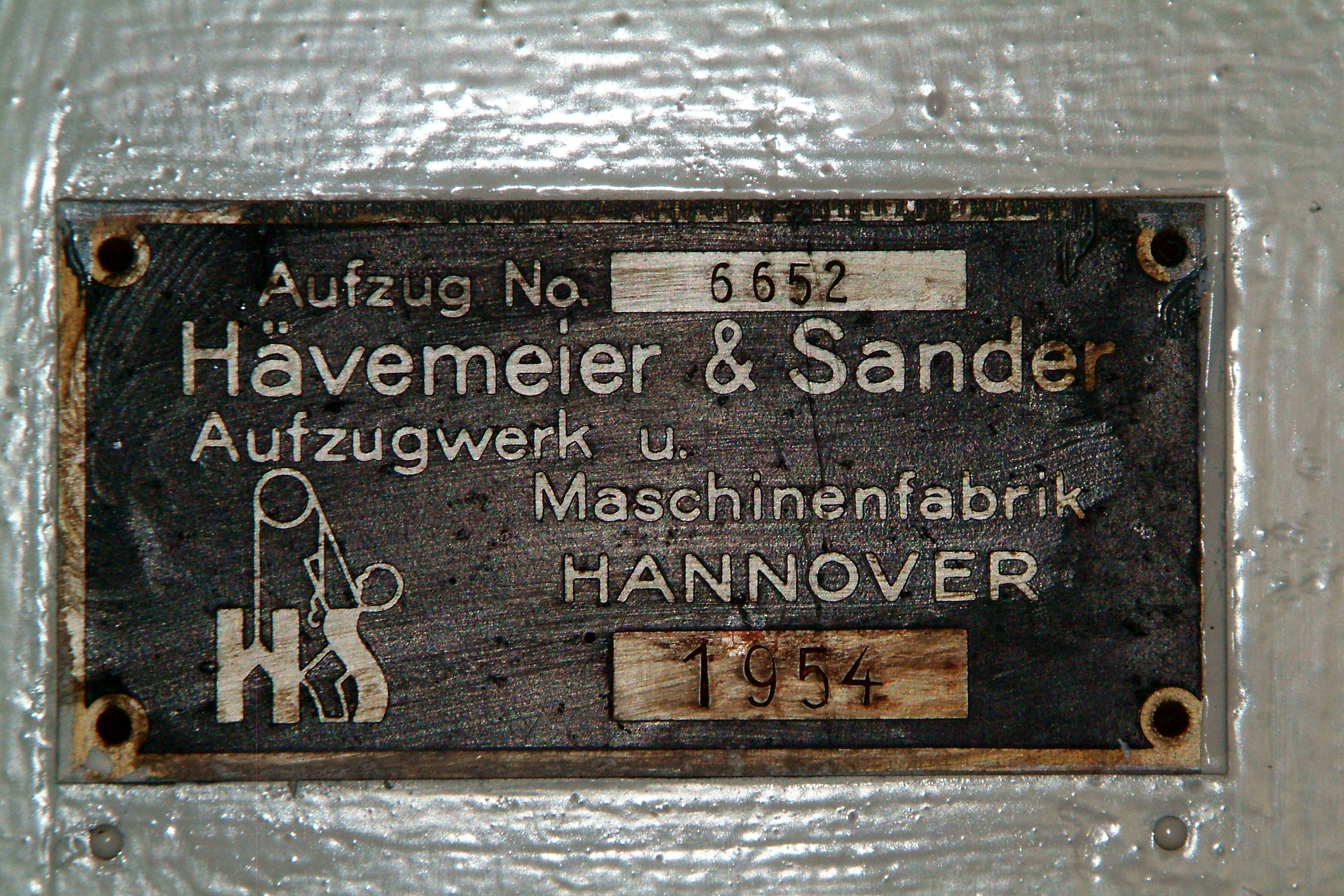
Schild im Lastenaufzug Nummer 6652 mit Firmenlogo aus dem Jahr 1954 in der Helmkestraße in Hainholz

Hävemeyer & Sander in Hannover war ein im 19. Jahrhundert gegründetes Werkzeug-, Maschinen- und Fahrstuhlbauerunternehmen. Sitz der Firma war die Schaufelder Straße 11–13 im hannoverschen Stadtteil Nordstadt.

## Geschichte

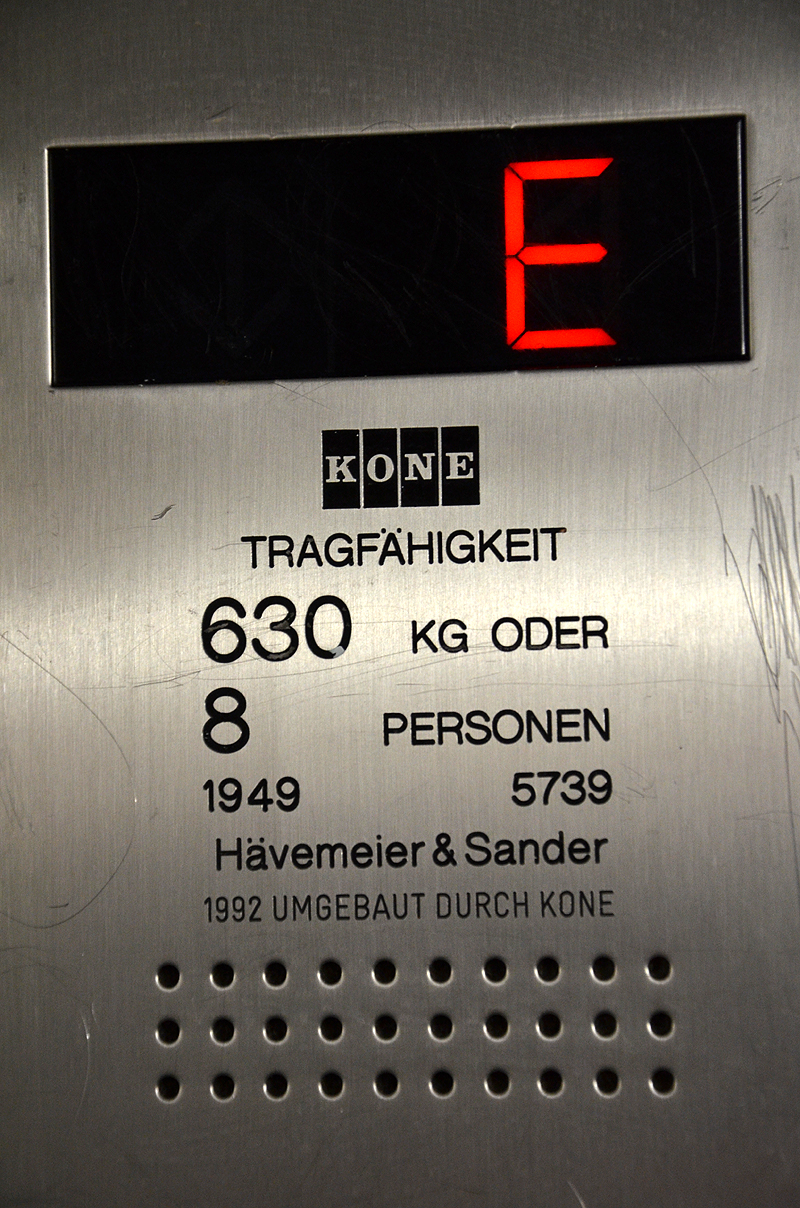
Schild im Europa-Haus in Hannover, mit Hinweis auf den Umbau 1992 durch Kone

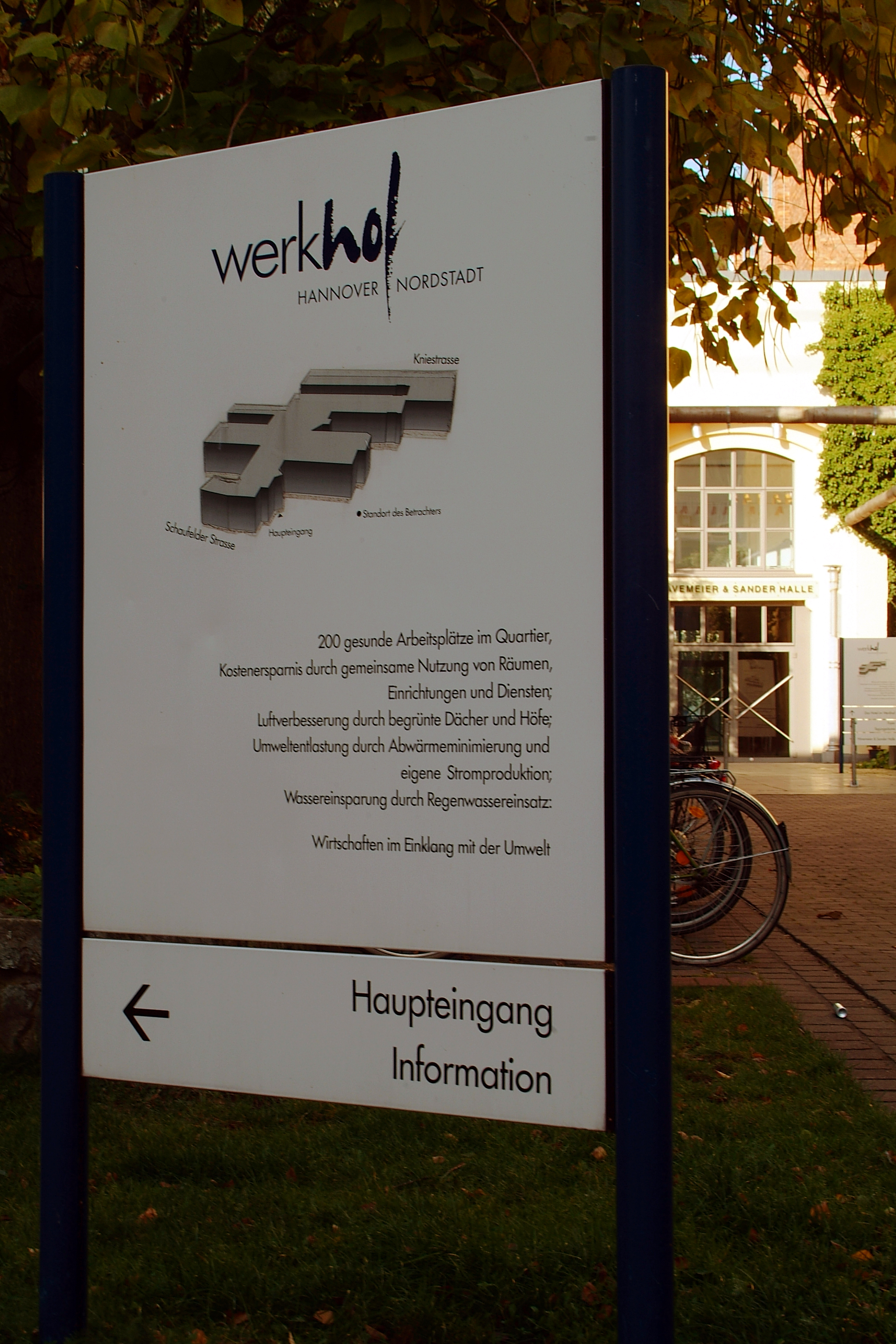
Orientierungstafel vom Werkhof Hannover-Nordstadt auf dem ehemaligen Industriegelände von Hävemeyer & Sander, im Hintergrund der Durchgang der „Hävemeier & Sander Halle“

Das Unternehmen wurde in der Gründerzeit des Deutschen Kaiserreichs 1873 gegründet von dem Unternehmer Friedrich Hävemeyer (* 11. Januar 1841 in Steinhude; † 23. November 1923 in Hannover) und den Mechanikern Louis Knölke und August Sander. Zunächst als „Maschinenfabrik Knölke, Hävemeyer & Sander“, war die Firma bereits auf der Gewerbeausstellung 1878 vertreten und präsentierte dort im Eigenbau hergestellte Werkzeuge und Maschinen. Laut dem Adressbuch der Stadt Hannover von 1896 war der Unternehmenszweck die Herstellung von „Dampfmaschinen, Ziegeleimaschinen etc.“, doch auch Transmissionen sowie Aufzugsanlagen Teil der Produktpalette.
Nach dem Ausscheiden beziehungsweise dem Tod von Knölke und Sander trat der Sohn des Firmengründers, Alfred Hävemeyer (* 9. Juli 1876 in Hannover; † 29. März 1952 ebenda), in das Unternehmen ein. Dieser weigerte sich während des Ersten Weltkrieges, Granaten und andere Kriegsmaterialien herzustellen.
Zur Zeit der Weimarer Republik richtete die Firma 1928 eine Werkstatt für Elektromechanik ein.
Auch zur Zeit des Nationalsozialismus und sogar mitten im nunmehr Zweiten Weltkrieg baute Hävemeier & Sander Fahrstuhlanlagen doch während der Luftangriffe auf Hannover wurde die Fabrik dann durch Fliegerbomben der Alliierten teilweise zerstört.
Nach der Wiederherstellung der Betriebseinrichtungen lieferte Hävemeyer & Sander zunehmend in andere Länder Europas, jedoch auch in den Vorderen Orient, nach Südamerika und bis nach Südostasien. Parallel begann das Unternehmen seine Spezialisierung auf den Fahrstuhlbau. Um 1954 beschäftigte Hävemeyer & Sander mehr als 300 Menschen.
Im Jahr 1973 feierte das Unternehmen, das mit seinen rund 500 Beschäftigten an der Spitze der deutschen Fahrstuhlbauer stand, sein 100-jähriges Gründungsjubiläum – und wurde noch im selben Jahr an die von Finnland aus weltweit operierende, seinerzeitige Kone GmbH, Aufzüge und Rolltreppen, Tür- und Torservice verkauft. Diese verlegte den Betrieb mit Hauptverwaltung und Produktion in die Südfeldstraße am Lindener Hafen, die „Niederlassung Hannover“ sowie das Verkaufsbüro und die Störungszentrale jedoch nach Ahlem.
Nach einer Umstrukturierung und Auslagerung der Produktion verlegte Kone die Hauptverwaltung für Deutschland sowie die Störungsstelle schließlich an die Vahrenwalder Straße 317.
Die alten Industriegebäude von Hävemeyer & Sander an der Schaufelder Straße wurden nach der Jahrtausendwende im Zuge der Sanierung der Nordstadt unter teilweiser Wahrung der historischen Bausubstanz umgebaut und zum Werkhof etwa mit der „Hävemeier & Sander Halle“ umgebaut sowie mit Umnutzungen beispielsweise als Hotel, Foyer und als Tagungsräume.